# Ужовка (Ардатовський район)
Ужовка (рос. Ужовка) — присілок у складі Ардатовського району Нижньогородської області. Входить до складу робітничого селища Ардатов. Входило до складу скасованої Котовської сільської ради.

## Географія
Розташоване за 7 км на північний захід від робітничого поселення Ардатов, на березі маленької річки Ужовка.
Присілок розташований на лівому березі річки у місці впадання в неї струмка, що тече з півдня. Річка в районі села і нижче за течією до впадання в річку Леметь має обривисті берега. На відстані 1 км від села вище за течією річки Ужовка є невеликі (до 3 м) яри.

## Населення
| 1999 | 2002 | 2010 |
| ---- | ---- | ---- |
| 26   | ↘24  | ↘0   |